# تومي دي لا كروز
تومي دي لا كروز هو لاعب كرة قاعدة وعسكري كوبي، ولد في 18 سبتمبر 1911 في Marianao ‏ في كوبا، وتوفي في 6 سبتمبر 1958 في هافانا في كوبا.

## وصلات خارجية
- تومي دي لا كروز على موقع دوري كرة القاعدة الرئيسي (الإنجليزية)
- تومي دي لا كروز على موقعبيزبول رفرنس.كوم (الدوري الرئيسي) (الإنجليزية)
- تومي دي لا كروز على موقعبيزبول رفرنس.كوم (الدوري الثانوي) (الإنجليزية)
- تومي دي لا كروز على موقع جمعية أبحاث البيسبول الأمريكية (الإنجليزية)